# Siège de Tlemcen (1272)
Pour les articles homonymes, voir Siège de Tlemcen.
Le siège de Tlemcen en 1272 était l'une des nombreuses opérations militaires menées par les Mérinides contre les Zianides.

## Contexte
Alors que les tensions s'intensifiaient entre les Mérinides et les Zianides, Yaghmoracen ibn Ziane se préparait à une nouvelle guerre en rassemblant de nombreux contingents. Cependant, ses plans changèrent lorsqu' Abu Yaqub Yusuf le confronta à Oujda. Abu Yaqub réussit à incendier le camp de Yaghmurasen et à endommager la ville, le contraignant à se retirer à Tlemcen. Abu Yaqub les poursuivit et assiégea la ville.

## Déroulement
En mai 1272, Abu Yaqub Yusuf atteignit Tlemcen, où il rencontra une résistance farouche de la part de Yaghmoracen et des Zianides. Abu Yaqub se rendit alors compte de la difficulté à conquérir la ville. Il décida donc de se replier et de retourner à Fès,, Cependant, la ville subit de nombreux degats et ne put résister à de nouvelles attaques des Mérinides en raison de leur supériorité militaire.